# 勞考毛茲

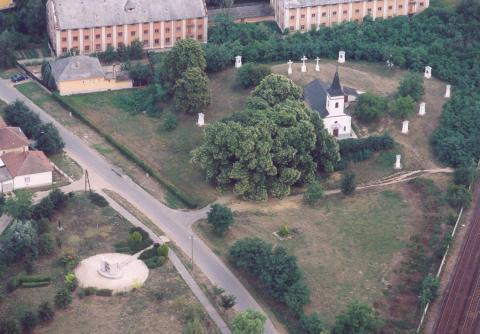

勞考毛茲是匈牙利的城鎮，位於該國東北部，由索博爾奇-索特馬爾-貝拉格州負責管轄，面積42.64平方公里，2011年人口4,688，其中約八成居民信奉天主教。
48°08′N 21°28′E / 48.133°N 21.467°E